# Гроссман, Лесли
Ле́сли Э́рин Гро́ссман (англ. Leslie Erin Grossman; род. 25 октября 1971, Лос-Анджелес, Калифорния, США) — американская актриса. Известна ролями Мэри Черри в телесериале «Лучшие» (1999—2001), Лорен в «За что тебя люблю» (2003—2006), Дарлин Тарп в «10 причин моей ненависти» (2009—2010); Медоу Уилтон, Патрисии Кренуинкел, Коко Сент-Пьер Вандербильт, Маргарет Бут и Урсулы в седьмом, восьмом, девятом и десятом сезонах «Американской истории ужасов» (с 2017).

## Биография
Лесли Эрин Гроссман родилась в Лос-Анджелесе (штат Калифорния, США), воспитывалась в приёмной семье. С раннего детства Лесли мечтала стать актрисой. Она окончила Колледж Сары Лоуренс, во время учёбы на выпускном курсе которого начала актёрскую карьеру.
Заметными стали работы актрисы в сериалах «Лучшие» (Мэри Черри, 1999—2001) и «10 причин моей ненависти» (Дарлин Тарп, 2009). В 2007 году снялась в фильме «То, что мы делаем — тайна», режиссёрском дебюте своего старшего брата Роджера Гроссмана. Всего на счету Гроссман более 60-ти ролей в фильмах и сериалах.
С 1999 по 2020 год Гроссман была замужем за Джоном Бронсоном. У бывших супругов есть приёмная дочь — Голди Бронсон (род. в ноябре 2006).

## Избранная фильмография
| Год       |   | Русское название                           | Оригинальное название                 | Роль                               |
| --------- | - | ------------------------------------------ | ------------------------------------- | ---------------------------------- |
| 1998      | ф | Не могу дождаться                          | Can't Hardly Wait                     |                                    |
| 1998—2006 | с | Зачарованные                               | Charmed                               | помощница Фиби                     |
| 1999—2001 | с | Лучшие                                     | Popular                               | Мэри Черри                         |
| 2000—2011 | с | C.S.I.: Место преступления                 | CSI: Crime Scene Investigation        | Уэнди Орр                          |
| 2002—2006 | с | За что тебя люблю                          | What I Like About You                 | Лорен                              |
| 2003—2010 | с | Части тела                                 | Nip/Tuck                              | Блисс Бергер                       |
| 2005      | ф | Мисс Конгениальность 2: Прекрасна и опасна | Miss Congeniality 2: Armed & Fabulous | Пэм                                |
| 2005—2011 | с | Анатомия страсти                           | Grey's Anatomy                        | Лорен Хаммер                       |
| 2006—2011 | с | Декстер                                    | Dexter                                | Лорел Менделл                      |
| 2009      | ф | Весенний отрыв                             | Spring Breakdown                      | блондинка в тюрьме                 |
| 2009—2010 | с | 10 причин моей ненависти                   | 10 Things I Hate About You            | Дарлин Тарп                        |
| 2010—2011 | с | Красотки в Кливленде                       | Hot in Cleveland                      | Элиз                               |
| 2010—2011 | с | Сбежавшая работа                           | Outsourced                            | Мэрси Донован                      |
| 2017      | с | Американская история ужасов: Культ         | American Horror Story: Cult           | Медоу Уилтон / Патрисия Кренуинкел |
| 2018      | с | Американская история ужасов: Апокалипсис   | American Horror Story: Apocalypse     | Коко Сент-Пьер Вандербильт         |
| 2019      | с | Американская история ужасов: 1984          | American Horror Story: 1984           | Маргарет Бут                       |
| 2020      | с | С любовью, Виктор                          | Love, Victor                          | Джорджина Каннингем                |
| 2021      | с | Американская история ужасов: Двойной сеанс | American Horror Story: Double Feature | Урсула Кхан / Калико               |
| 2022      | с | Американская история ужасов: Нью-Йорк      | American Horror Story: NYC            | Барбара Рид                        |
| 2023—2024 | с | Американская история ужасов: Нежность      | American Horror Story: Delicate       | Эшли                               |